# Легка атлетика на літній Спартакіаді УРСР 1991
Змагання з легкої атлетики на літній Спартакіаді УРСР 1991 серед дорослих відбулись 19-21 червня на Республіканському стадіоні в Києві та мали статус чемпіонату УРСР з легкої атлетики.
Окремо за програмою Спартакіади були визначені чемпіони та призери чемпіонату УРСР з марафонського бігу.
Республіканські зимові чемпіонати з метань та спортивної ходьби, а також першість з кросу були проведені окремо.

## Спартакіада

### Основна програма

#### Чоловіки
| Дисципліни                | Золото                                                                       | Золото     | Срібло                                                                           | Срібло     | Бронза                                       | Бронза     |
| ------------------------- | ---------------------------------------------------------------------------- | ---------- | -------------------------------------------------------------------------------- | ---------- | -------------------------------------------- | ---------- |
| 100 метрів                | Віктор Бризгін Луганська обл.                                                | 10,33      | Олександр Надуда Харківська обл.                                                 | 10,34      | Олег Крамаренко Запорізька обл.              | 10,37      |
| 200 метрів                | Ігор Стрельцов Запорізька обл.                                               | 20,89      | Олександр Шличков Київська обл.                                                  | 21,19      | Олександр Надуда Харківська обл.             | 21,26      |
| 400 метрів                | Петро Желєзний Одеська обл.                                                  | 47,49      | Валерій Козлов Київська обл.                                                     | 47,59      | Михайло Бондаренко Донецька обл.             | 47,72      |
| 800 метрів                | Андрій Чорноколпаков Київ                                                    | 1.48,56    | Андрій Крамінський Херсонська обл.                                               | 1.48,88    | Валентин Остапенко Київ                      | 1.49,06    |
| 1500 метрів               | Андрій Чорноколпаков Київ                                                    | 3.47,00    | Леонід Ляшенко Тернопільська обл.                                                | 3.47,81    | Володимир Рудюк Волинська обл.               | 3.48,20    |
| 5000 метрів               | Валерій Чесак Дніпропетровська обл.                                          | 14.07,47   | Олександр Бурцев Київ                                                            | 14.08,97   | Олег Сироєжко Вінницька обл.                 | 14.09,66   |
| 10000 метрів              | Ігор Сидоренко Харківська обл.                                               | 30.10,5h   | Леонід Наседкін Дніпропетровська обл.                                            | 30.11,2h   | Олександр Бурцев Київ                        | 30.11,3h   |
| 110 метрів з бар'єрами    | Геннадій Дакшевич Харківська обл.                                            | 13,58      | В'ячеслав Іващенко Черкаська обл.                                                | 13,59      | Володимир Білоконь Кіровоградська обл.       | 13,60      |
| 400 метрів з бар'єрами    | Олег Твердохліб Дніпропетровська обл.                                        | 49,80      | Вадим Чумаченко Миколаївська обл.                                                | 52,16      | Вадим Славтич Київ                           | 52,18      |
| 3000 метрів з перешкодами | Іван Твардовський Тернопільська обл.                                         | 8.41,29    | Валерій Вандяк Тернопільська обл.                                                | 8.41,42    | Олексій Пацерін Дніпропетровська обл.        | 8.47,69    |
| 4×100 метрів              | Запорізька обл.Олексій Чихачов Ігор Стрельцов Олег Крамаренко Андрій Сущенко | 40,41      | Київська обл.Олександр Шличков Євген Семенюк Андрій Каратєєв Василь Зіньковський | 40,98      | Черкаська обл.                               | 41,41      |
| 4×400 метрів              | Одеська обл.                                                                 | 3.11,27    | Дніпропетровська обл.                                                            | 3.12,10    | Київ                                         | 3.13,91    |
| Ходьба 20000 метрів       | Володимир Сойка Львівська обл.                                               | 1:25.35,60 | Володимир Дручик Волинська обл.                                                  | 1:26.27,76 | Віктор Чистов Херсонська обл.                | 1:27.30,41 |
| Стрибки у висоту          | Сергій Димченко Київ                                                         | 2,30       | Юрій Сергієнко Миколаївська обл.                                                 | 2,30       | Артур Ринкевич Житомирська обл.              | 2,23       |
| Стрибки з жердиною        | Олександр Черняєв Київ                                                       | 5,60       | Олексій Старущенко Донецька обл.                                                 | 5,50       | Олександр Червоний Черкаська обл.            | 5,30       |
| Стрибки в довжину         | Віталій Кириленко Харківська обл.                                            | 7,90       | Сергій Лаєвський Дніпропетровська обл.                                           | 7,71       | Василь Зіньковський Київська обл.            | 7,71       |
| Потрійний стрибок         | Геннадій Кахно Рівненська обл.                                               | 17,14      | Юрій Горбаченко Київ                                                             | 17,04      | Сергій Биков Дніпропетровська / Одеська обл. | 16,98      |
| Штовхання ядра            | Олександр Клименко Київ                                                      | 20,37      | Михайло Куліш Київська обл.                                                      | 19,00      | Андрій Немчанінов Київ                       | 18,94      |
| Метання диска             | Дмитро Ковцун Київ                                                           | 62,42      | Андрій Кохановський Дніпропетровська обл.                                        | 60,76      | Василь Петров Луганська обл.                 | 59,48      |
| Метання молота            | Вадим Колесник Луганська обл.                                                | 76,50      | Олександр Дриголь Дніпропетровська обл.                                          | 75,94      | Ярослав Чмир Київська обл.                   | 75,88      |
| Метання списа             | Сергій Гаврась Сумська обл.                                                  | 77,56      | Сергій Глібов Харківська обл.                                                    | 77,32      | Андрій Новиков Харківська обл.               | 72,86      |
| Десятиборство             | Лев Лободін Луганська обл.                                                   | 8018       | Віктор Радченко Львівська обл.                                                   | 7807       | Іван Бабій Запорізька обл.                   | 7766       |

#### Жінки
| Дисципліни             | Золото                                  | Золото   | Срібло                                   | Срібло   | Бронза                                | Бронза   |
| ---------------------- | --------------------------------------- | -------- | ---------------------------------------- | -------- | ------------------------------------- | -------- |
| 100 метрів             | Анжеліка Головченко Донецька обл.       | 11,26    | Ірина Слюсар Дніпропетровська обл.       | 11,28    | Жанна Тарнопольська Чернігівська обл. | 11,29    |
| 200 метрів             | Ірина Слюсар Дніпропетровська обл.      | 23,14    | Олена Насонкіна Харківська обл.          | 23,27    | Людмила Джигалова Харківська обл.     | 23,35    |
| 400 метрів             | Аеліта Юрченко Одеська обл.             | 51,05    | Людмила Джигалова Харківська обл.        | 51,06    | Людмила Кощей Київ                    | 53,59    |
| 800 метрів             | Інна Євсєєва Житомирська обл.           | 1.59,42  | Олена Завадська Донецька обл.            | 2.00,61  | Олена Сторчова Київ                   | 2.00,76  |
| 1500 метрів            | Тетяна Доровських Запорізька обл.       | 4.10,60  | Тамара Коба Дніпропетровська обл.        | 4.12,02  | Світлана Мирошник Харківська обл.     | 4.14,07  |
| 3000 метрів            | Тетяна Позднякова Вінницька обл.        | 9.13,4h  | Тамара Коба Дніпропетровська обл.        | 9.16,8h  | Олена В'язова Харківська обл.         | 9.20,4h  |
| 10000 метрів           | Тетяна Позднякова Вінницька обл.        | 32.54,99 | Олена В'язова Харківська обл.            | 32.56,55 | Олена Горбуля Запорізька обл.         | 33.09,22 |
| 100 метрів з бар'єрами | Наталія Григор'єва Харківська обл.      | 12,53    | Надія Бодрова Харківська обл.            | 12,89    | Олена Політика Харківська обл.        | 13,18    |
| 400 метрів з бар'єрами | Людмила Ходасевич Дніпропетровська обл. | 56,83    | Тетяна Фарафонова Київ                   | 57,08    | Тетяна Терещук Луганська обл.         | 57,19    |
| 4×100 метрів           | Дніпропетровська обл.                   | 44,41    | Донецька обл.                            | 45,53    | Запорізька обл.                       | 46,98    |
| 4×400 метрів           | Харківська обл.                         | 3.34,18  | Київ                                     | 3.35,67  | Дніпропетровська обл.                 | 3.39,54  |
| Ходьба 10000 метрів    | Тетяна Рагозіна Полтавська обл.         | 46.07,94 | Наталія Сербіненко Донецька обл.         | 46.21,34 | Катерина Самойленко Київ              | 46.41,39 |
| Стрибки у висоту       | Інга Бабакова Миколаївська обл.         | 2,01     | Ірина Присяжнюк Закарпатська обл.        | 1,92     | Галина Михайлова Тернопільська обл.   | 1,89     |
| Стрибки в довжину      | Олена Хлопотнова Харківська обл.        | 6,94     | Інеса Кравець Київ                       | 6,91     | Олена Семираз Тернопільська обл.      | 6,66     |
| Потрійний стрибок      | Олена Семираз Тернопільська обл.        | 13,67    | Олена Михайлова Донецька обл.            | 13,50    | Ірина Бабакова Київська обл.          | 13,13    |
| Штовхання ядра         | Віта Павлиш Харківська обл.             | 18,42    | Людмила Воєвудська Дніпропетровська обл. | 18,00    | Світлана Дорохова Київ                | 17,58    |
| Метання диска          | Людмила Платонова Одеська обл.          | 61,20    | Світлана Дорохова Київ                   | 60,10    | Лариса Дробаха Одеська обл.           | 59,54    |
| Метання списа          | Наталія Чернієнко Харківська обл.       | 62,40    | Валентина Римко Київська обл.            | 53,36    | Венера Мустакаєва Харківська обл.     | 53,32    |
| Семиборство            | Ірина Матюшева Київ                     | 6173     | Олена Бовкун Луганська обл.              | 6151     | Марина Щербина Київська обл.          | 6020     |

### Марафонський біг
Чемпіони УРСР з марафонського бігу визначились 21 квітня у Білій Церкві у межах програми літньої Спартакіади УРСР 1991 та, одночасно, літньої Спартакіади народів СРСР 1991.

#### Чоловіки
| Дисципліни | Золото                         | Золото  | Срібло                           | Срібло  | Бронза                        | Бронза  |
| ---------- | ------------------------------ | ------- | -------------------------------- | ------- | ----------------------------- | ------- |
| Марафон    | Володимир Буханов Одеська обл. | 2:13.46 | Віктор Вихристенко Київська обл. | 2:13.57 | Сергій Романчук Київська обл. | 2:14.08 |

#### Жінки
| Дисципліни | Золото                         | Золото  | Срібло                          | Срібло  | Бронза                        | Бронза  |
| ---------- | ------------------------------ | ------- | ------------------------------- | ------- | ----------------------------- | ------- |
| Марафон    | Олена Семенова Запорізька обл. | 2:33.13 | Марія Доскоч Тернопільська обл. | 2:39.08 | Наталія Репешко Київська обл. | 2:39.34 |

## Інші чемпіонати
- Зимовий чемпіонат УРСР з метань був проведений 26-27 січня в Ялті.
- Чемпіонат УРСР з легкоатлетичного кросу був проведений 3 лютого в Євпаторії.
- Зимовий чемпіонат УРСР зі спортивної ходьби був проведений 6 лютого в Алушті на стадіоні «Спартак».

### Чоловіки
| Дисципліни               | Золото                          | Золото   | Срібло                        | Срібло   | Бронза                           | Бронза   |
| ------------------------ | ------------------------------- | -------- | ----------------------------- | -------- | -------------------------------- | -------- |
| Метання диска (зимовий)  |                                 |          |                               |          |                                  |          |
| Метання молота (зимовий) |                                 |          | Сергій Лебонта Луганська обл. | 72,84    |                                  |          |
| Метання списа (зимовий)  |                                 |          |                               |          |                                  |          |
| Ходьба 10000 метрів      | Володимир Дручик Волинська обл. | 39.58,8h | Віктор Чистов Херсонська обл. | 40.23,5h | Михайло Наріжний Полтавська обл. | 40.31,6h |
| Крос                     |                                 |          |                               |          |                                  |          |

### Жінки
| Дисципліни              | Золото                           | Золото   | Срібло                   | Срібло   | Бронза                                   | Бронза |
| ----------------------- | -------------------------------- | -------- | ------------------------ | -------- | ---------------------------------------- | ------ |
| Метання диска (зимовий) |                                  |          |                          |          |                                          |        |
| Метання списа (зимовий) |                                  |          |                          |          |                                          |        |
| Ходьба 5000 метрів      | Наталія Сербіненко Донецька обл. | 21.46,6h | Катерина Самойленко Київ | 21.57,2h | Тетяна Євдокименко Дніпропетровська обл. | 23.28  |
| Крос                    |                                  |          |                          |          |                                          |        |